# Tiro ai XIX Giochi del Mediterraneo
Le competizioni di tiro ai XIX Giochi del Mediterraneo si sono svolte dal 28 giugno al 3 luglio 2022 allo Shooting Center di Bir El Djir.
Le specialità del tiro a segno sono state:
- Pistola 10 m aria compressa (maschile e femminile e a squadre miste)
- Carabina 10 m aria compressa (maschile e femminile e a squadre miste)
- Fossa olimpica (maschile e femminile)
- Skeet (maschile e femminile e a squadre miste)

## Calendario
Il calendario delle gare è stato il seguente:
| ● | Finali |

| Giugno | Giugno | Giugno | Giugno | Giugno | Giugno | Giugno | Luglio | Luglio | Luglio | Luglio | Luglio | Luglio |
| 24     | 25     | 26     | 27     | 28     | 29     | 30     | 01     | 02     | 03     | 04     | 05     | 06     |
|        |        |        |        | ●      | 3      | 2      | 2      | 2      | 2      |        |        |        |

## Risultati

### Uomini
| Evento                        | Oro                 | Argento         | Bronzo           |
| Carabina                      |                     |                 |                  |
| 10m aria compressa (dettagli) | Milenko Sebić       | Miran Maričić   | Luka Lukic       |
| Pistola                       |                     |                 |                  |
| 10m aria compressa (dettagli) | Damir Mikec         | İsmail Keleş    | Luca Tesconi     |
| Tiro a volo                   |                     |                 |                  |
| Fossa olimpica (dettagli)     | Oğuzhan Tüzün       | Anton Glasnović | Gian Marco Berti |
| Skeet (dettagli)              | Stefanos Nikolaidis | Efthymios Mitas | Azmy Mehelba     |

### Donne
| Evento                        | Oro                    | Argento                     | Bronzo               |
| Carabina                      |                        |                             |                      |
| 10m aria compressa (dettagli) | Océanne Muller         | Teodora Vukojevic           | Živa Dvoršak         |
| Pistola                       |                        |                             |                      |
| 10m aria compressa (dettagli) | Anna Korakakī          | Camille Jedrzejewski        | Zorana Arunović      |
| Tiro a volo                   |                        |                             |                      |
| Fossa olimpica (dettagli)     | Carole Marie Cormenier | Maria Ines Coelho de Barros | Silvana Maria Stanco |
| Skeet (dettagli)              | Martin Bartolomei      | Emmanouela Katzouraki       | Diana Bacosi         |

### Misto
| Evento                        | Oro                                    | Argento                                      | Bronzo                                      |
| Carabina                      |                                        |                                              |                                             |
| 10m aria compressa (dettagli) | Francia Océanne Muller Brian Baudouin  | Serbia Andrea Arsovic Lazar Kovacevic        | Slovenia Živa Dvoršak Luka Lukic            |
| Pistola                       |                                        |                                              |                                             |
| 10m aria compressa (dettagli) | Serbia Zorana Arunović Damir Mikec     | Francia Camille Jedrzejewski Florian Fouquet | Italia Chiara Giancamilli Luca Tesconi      |
| Tiro a volo                   |                                        |                                              |                                             |
| Skeet (dettagli)              | Francia Emmanuel Petit Noemie Battault | Italia Tammaro Cassandro Diana Bacosi        | Italia Gabriele Rossetti Martina Bartolomei |

## Medagliere
| Posizione | Paese      | Oro | Argento | Bronzo | Totale |
| --------- | ---------- | --- | ------- | ------ | ------ |
| 1         | Francia    | 4   | 2       | 0      | 6      |
| 2         | Serbia     | 3   | 2       | 1      | 6      |
| 3         | Italia     | 1   | 1       | 5      | 7      |
| 4         | Grecia     | 1   | 2       | 0      | 3      |
| 5         | Slovenia   | 0   | 0       | 3      | 3      |
| 6         | Turchia    | 1   | 1       | 0      | 2      |
| 7         | Croazia    | 0   | 2       | 0      | 2      |
| 8         | Cipro      | 1   | 0       | 0      | 1      |
| 9         | Portogallo | 0   | 1       | 0      | 1      |
| 10        | Egitto     | 0   | 0       | 1      | 1      |
| 10        | San Marino | 0   | 0       | 1      | 1      |
| Totale    | Totale     | 11  | 11      | 11     | 33     |